# Kaur Kivistik
Kaur Kivistik (29 de abril de 1991) es un deportista de Estonia que compite en atletismo. Ganó una medalla de oro en el Campeonato Europeo de Atletismo por Equipos de 2019, en la prueba de 3000 m obstáculos.